# Logique polyvalente
 (janvier 2012).
Les logiques polyvalentes (parfois aussi nommées multivalentes ou multivaluées) sont des alternatives à la logique classique aristotélicienne, bivalente, dans laquelle toute proposition doit être soit vraie soit fausse. 
Elles sont apparues à partir des années 1920, surtout à la suite des travaux du logicien polonais Jan Łukasiewicz.
Elles sont principalement étudiées au niveau du seul calcul propositionnel et peu au niveau du calcul des prédicats.

## Présentation
Elles ont au début eu leurs heures de succès car elles répondaient, en lien avec la physique quantique, à une demande[réf. nécessaire] d'existence d'un état autre que le vrai ou le faux. Ensuite, elles ont suscité un intérêt mathématique indépendant, non lié aux enjeux philosophiques, lorsque Chen Chung Chang a formulé le concept de MV-algèbre (en). Aujourd'hui, elles sont principalement étudiées dans le contexte de la mise en question générale des principes du tiers exclu et de contradiction, donnant ainsi naissance aux logiques partielles et paraconsistantes.[réf. nécessaire]
Elles ont des parentés avec
- la logique intuitionniste[2], car elle identifie la vérité mathématique au démontrable.
- les logiques modales.
- les modèles de Kripke de la logique intuitionniste, inspirés du forcing.
- la logique floue, qui ajoute à la polyvalence la prise en compte combinée de l'imprécision et de l'incertitude.

## Exemples de trivalence
Un exemple tiré de la physique quantique, est le paradoxe du chat de Schrödinger. On peut se demander dans quel état est le chat à la fin de l'expérience, quand on ne l'a pas encore regardé : est-il mort, est-il vivant  ? Nul ne le sait (approche épistémique) et surtout nul ne peut le démontrer (approche intuitionniste). Les tenants de la logique polyvalente ont alors fait intervenir un nouvel état, le chat est mort|vivant (indéterminé), alors qu'en termes de modèle de Kripke, on dirait qu'il y a trois mondes possibles, un monde où le chat est vivant, un monde où le chat est mort et un monde où on ne peut dire si le chat est vivant ou mort. Cependant le monde où le chat est mort (respectivement où le chat est vivant) est accessible depuis le monde où le chat est vivant ou mort.
Les logiques partielles prennent comme troisième valeur le "ni vrai ni faux"[réf. nécessaire].
Les logiques paraconsistantes interprètent la troisième valeur comme le "vrai et faux".

## Complétude, satisfaisabilité et complétude fonctionnelle
Emil Post en a fait une étude générale en 1921 montrant que toute logique polyvalente (à nombre fini de valeurs) est complète et que la satisfaisabilité est décidable.
Une logique p-valente a p(pn) connecteurs n-aires pour tout entier n, mais Post a montré que l'on avait toujours un système fonctionnellement complet (en) à deux connecteurs unaires (dont une permutation circulaire) et deux connecteurs binaires, min (généralisant la conjonction) et max (généralisant la disjonction) ; sa construction s'inspire des formes normales disjonctives et conjonctives du calcul propositionnel booléen.